# 1968 год в спорте
Список 1968 год в спорте описывает спортивные события, произошедшие в 1968 году.

## СССР
- Чемпионат СССР по боксу 1968;
- Чемпионат СССР по вольной борьбе 1968;
- Чемпионат СССР по классической борьбе 1968;
- Чемпионат СССР по лёгкой атлетике 1968;
- Чемпионат СССР по самбо 1968;
- Чемпионат СССР по тяжёлой атлетике 1968;
- Чемпионат СССР по русским шашкам 1968;
- Чемпионат СССР по хоккею с мячом 1967/1968;
- Чемпионат СССР по шахматам 1968/1969;

### Волейбол
- Чемпионат СССР по волейболу среди женщин 1968;
- Чемпионат СССР по волейболу среди мужчин 1968;
- Чемпионат СССР по волейболу среди мужчин 1968/1969;

### Футбол
- Чемпионат СССР по футболу 1968;
- Созданы клубы:
  - «Акжайык»;
  - «Биробиджан»;
  - «Бриз» (Абакан);
  - «Зоркий»;
  - «Кызыл-Жар СК»;
  - «Моздок»;
  - «Трактор» (Ташкент);

### Хоккей с шайбой
- Чемпионат СССР по хоккею с шайбой 1967/1968;
- Чемпионат СССР по хоккею с шайбой 1968/1969;
- Создан клуб «Нефтехимик»;

## Международные события
- Зимняя Универсиада 1968;
- Международный хоккейный турнир 1968;
- Чемпионат Европы по тяжёлой атлетике 1968;
- Чемпионат Европы по фигурному катанию 1968;

### Зимние Олимпийские игры 1968
- Биатлон;
  - Индивидуальная гонка (мужчины);
  - Эстафета (мужчины);
- Бобслей;
- Горнолыжный спорт;
- Лыжные гонки;
- Прыжки с трамплина;
- Санный спорт;
  - Двойки;
  - Одиночки (женщины);
  - Одиночки (мужчины);
- Фигурное катание;
- Хоккей;

Медальный зачёт на зимних Олимпийских играх 1968

### Летние Олимпийские игры 1968
- Академическая гребля;
- Баскетбол;
- Баскская пелота;
- Бокс;
- Борьба;
- Велоспорт;
- Водное поло;
- Волейбол;
- Гребля на байдарках и каноэ;
- Конный спорт;
- Лёгкая атлетика;
  - бег на 10 000 м (мужчины);
  - бег на 100 м (женщины);
  - бег на 100 метров (мужчины);
  - бег на 110 м с барьерами (мужчины);
  - бег на 1500 м (мужчины);
  - бег на 200 м (женщины);
  - бег на 200 метров (мужчины);
  - бег на 3000 м с препятствиями (мужчины);
  - бег на 400 м (женщины);
  - бег на 400 м с барьерами (мужчины);
  - бег на 400 метров (мужчины);
  - бег на 5000 м (мужчины);
  - бег на 80 м с барьерами (женщины);
  - бег на 800 м (женщины);
  - бег на 800 м (мужчины);
  - десятиборье (мужчины);
  - марафон (мужчины);
  - метание диска (женщины);
  - метание диска (мужчины);
  - метание копья (женщины);
  - метание копья (мужчины);
  - метание молота (мужчины);
  - прыжки в высоту (женщины);
  - прыжки в высоту (мужчины);
  - прыжки в длину (женщины);
  - прыжки в длину (мужчины);
    - Знаменитый прыжок Боба Бимона на 8,90;

  - прыжки с шестом (мужчины);
  - толкание ядра (женщины);
  - толкание ядра (мужчины);
  - тройной прыжок (мужчины);
  - ходьба на 20 км (мужчины);
  - ходьба на 50 км (мужчины);
  - эстафета 4×400 метров (мужчины);
  - эстафета 4×100 м (женщины);
  - эстафета 4×100 м (мужчины);
- Парусный спорт;
- Плавание;
- Прыжки в воду;
- Современное пятиборье;
- Спортивная гимнастика;
- Стрельба;
- Теннис;
- Тяжёлая атлетика;
- Фехтование;
- Футбол;
- Хоккей на траве;

Итоги летних Олимпийских игр 1968 года

### Шахматы
- Чемпионат СССР по шахматам 1968/1969;

### Чемпионаты мира
- Чемпионат мира по конькобежному спорту в классическом многоборье 1968;
- Чемпионат мира по фигурному катанию 1968;
- Чемпионат мира по хоккею с шайбой 1968;

### Баскетбол
- Кубок чемпионов ФИБА 1967/1968;
- Кубок чемпионов ФИБА 1968/1969;

### Футбол
- Матчи сборной СССР по футболу 1968;
- Кубок европейских чемпионов 1967/1968;
- Кубок европейских чемпионов 1968/1969;
- Кубок Либертадорес 1968;
- Кубок обладателей кубков УЕФА 1968/1969;
- Кубок чемпионов КОНКАКАФ 1968;
- Кубок ярмарок 1967/1968;
- Кубок ярмарок 1968/1969;
- Кубок обладателей кубков УЕФА 1967/1968;
- Кубок обладателей кубков УЕФА 1968/1969;
- Финал Кубка европейских чемпионов 1968;
- Финал Кубка обладателей кубков УЕФА 1968;
- Чемпионат Европы по футболу 1968;

### Шахматы
- Вейк-ан-Зее 1968;
- Матчи претендентов 1968;
- Шахматная олимпиада 1968;

## Иные события
- Основаны Европейские олимпийские комитеты

## Персоналии

### Родились
- Мусаев, Рамзан Хаважиевич — советский и российский штангист;
- 12 января — Ашот Маркарьян, российский самбист и дзюдоист.